# Ehrlichia
Ehrlichia är ett släkte intracellulära bakterier som omfattar 10 arter (augusti 2017) och ingår i ordningen Rickettsiales. Släktets typart är Ehrlichia canis. Släktet har fått namn efter den tyske läkaren och nobelpristagaren Paul Ehrlich.
Ehrlichia-bakterierna är gramnegativa, strikt intracellulära som lever och förökar sig i cytoplasmavakuoler i eukaryota celler med ursprung i huvudsak från benmärgen som granulocyter, monocyter, erytrocyter och trombocyter. Några arter lever i endotelceller. I huvudsak är det arterna E. canis, E. ewingii och E. chaffeensis som orsakar sjukdom hos människa och djur.
Bakterierna förökar sig i värdcellens vakuoler tills cellen dör och bakterierna släpps ut och sprids till nya celler. Spridningen mellan individer sker framför allt med olika fästingarter som vektorer. Bakterierna är små och odling är komplicerad så den kan endast utföras på speciallaboratorier. I rutindiagnostiken kan mikroskopi vara till hjälp tidigt i sjukdomsförloppet för de aktuella sjukdomarna och vägledning om vilken sjukdomstyp det är kan erhållas från den celltyp bakterierna finns i. PCR-analys på blod taget under första sjukdomsveckan blir oftast positivt men metodens känslighet avtar med sjukdomens varaktighet. Vanlig blododling fungerar inte alls. Serologisk analys av ett enstaka prov kan indikera aktuell infektion men med flera möjliga felkällor som korsreaktion med antikroppar från andra organismer eller att provlämnaren tidigare har genomgått sjukdomen, då antikroppshalter kvarstår många år efter genomgången, även symtomlös infektion. I USA anges, att i en del områden har upp till 12 % friska personer påvisbara Ehrlichia-antikroppar utan att vara sjuka.
Bakterierna är endast åtkomliga för behandling med antibiotika som är effektiva inuti människo- eller djurcellerna på grund av deras intracellulära förekomst. I första hand används preparat ur tetracyklingruppen, oftast doxycyklin och snabb förbättring sker i och med påbörjad behandling.

## Historik
I början av 1930-talet kunde man binda samman olika sjukdomar med intracellulära bakterier men inte särskilja vilka bakteriestammar som orsakade vilka sjukdomar. Taxonomin och systematiken var mycket osäker och det var först i och med molekylärbiologins framväxt som det lyckades att knyta vissa sjukdomar till vissa bakteriestammar.
År 2001 publicerades en omfattande molekylärbiologisk utredning som kom att omdana kunskaperna om hela rickettsiaordningens bakterier och vilka sjukdomar de orsakade. De sjukdomar som orsakas av Ehrlichia-arter har fått behålla samlingsnamnet ehrlichioser medan andra bildat gruppnamn som utgår från respektive släktnamn; exempelvis ingår sjukdomen som orsakas av Anaplasma phagocytophilum, med det svenska trivialnamnet betesfeber, i sjukdomsgruppen anaplasmoser. I praktisk humanmedicinsk verksamhet slås fortfarande ofta begreppen samman i brist på tillfredsställande specifik diagnostik och då behandlingen är likartad, medan en tydligare uppdelning av sjukdomarna har börjat inom veterinärmedicin, där det har större både smittskydds- och klinisk betydelse då ibland stora ekonomiska värden står på spel.